# Passagem (Rio Grande do Norte)
Passagem est une municipalité brésilienne située dans l'État du Rio Grande do Norte.